# Brødr. Jørgensen
Brødr. Jørgensen var en dansk klaverfabrik (grundlagt 1913) med fabrik i Ulkebøl uden for Sønderborg. Brødr. Jørgensen havde en butik på Store Rådhusgade nr. 4 og senere i nr. 5 i Sønderborg (Wind (red), 1930). Fra forretningen i Sønderborg solgtes pianoer, (andre) musikinstrumenter, grammofonafspillere og radioer.
Dorthe Falcon Møller (Møller, 2005) angiver Brødr. Jørgensens funktionsår til at være 1947-1978, og at bestyrer er Alfred Jørgensen, Sønderborg, København, Ulkebøl.

## Galleri
- Brødr. Jørgensen garantibevis
- Brødr. Jørgensen kontrolkort
- Brødr. Jørgensen logo på pianette fra 1964
- Brødr. Jørgensen pianette, Minerva, 1964
- Brødr. Jørgensen pianette, Minerva, 1964